# Gare de Kropyvnytskyï
La gare de Kropyvnytskyï  (ukrainien : Кропивницький (станція)) est une gare ferroviaire située dans la ville de Kropyvnytskyï en Ukraine.

## Histoire
La gare est ouverte en 1868, elle est sur la ligne Znamianka-Pomitchna-Odessa. Le bâtiment fut détruit lors de la seconde guerre mondiale pour être relevé en 1954. La ligne est électrifiée en 1971. Le nom actuel a été adopté en 2017.